# フクロモモンガ
フクロモモンガ(Petaurus breviceps)は、哺乳綱双前歯目フクロモモンガ科フクロモモンガ属に分類される哺乳類。本種は有袋類であり、齧歯類のモモンガ(ネズミ目リス科リス亜科モモンガ族)とは別種の生物である。「フクロモモンガ」という命名は、本種がモモンガ族に類似した形態へと収斂進化したことによるものである。

## 分布
インドネシア（ニューギニア島、モルッカ諸島など）、オーストラリア北部および南部（タスマニア島を含む）および東部、パプアニューギニア（ニューギニア島、ビスマルク諸島）
模式標本の産地（基準産地・タイプ産地・模式産地）は、ニュー・サウス・ウェールズ州。日本国内では生息していないとされている。

## 特徴
体長16cm-21cm。尾は胴体よりも長く、人の親指ほどの厚さの胴を持つ。体重90g-150g。毛色は背面がパールグレイで、一部が黒とクリーム色である（鼻筋から頭頂部、背中にかけて黒のラインが走る）。腹面は顎の先端から尻尾のつけ根までクリーム色が一般的である。黒色に縁どられた大きな瞳、鼻はピンク色、頬部はクリーム色、耳は斜め前方に張り出し、褐色である。尾は先端がやや細くなり、末端の四分の一は黒くなっている。

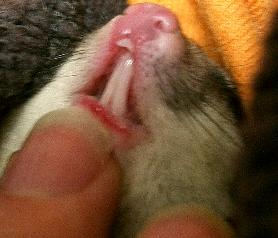
突き出した下の歯

フクロモモンガは全部で28本の歯を持ち、下の歯2本が切歯として大きく前に突き出している。舌は細い。
ハムスターとは違い頬袋のようなものはないので口腔内に収められる量は少ない。有袋類であり、メスは腹部に育児嚢を持つ。
解剖学上で最も顕著な特徴は飛膜 (patagium) と呼ばれる前肢の第5指から後肢の最初のつま先まで伸びる左右対称の器官である。樹木の間を滑空するのにこの飛膜が使用され、展開された場合、ハンカチ大になる。 
飛膜は主に食糧資源を得る効率的な方法として使用され、また天敵から逃げるためにも活用される。しかし木から木へと滑空する能力は鳥類の捕食動物に対してはあまり効果がない。空中での適応は鳥類やコウモリ類などの非常に専門化された翼や飛膜と比較し、幾分不器用そうに見えるが、飛膜を操りながら約50mほどの長距離滑空ができる。滑空する際は、木から後肢を使ってジャンプし、行先の木の幹に到着する約3m手前で、後肢を胴体に近づけ、四肢全てが一緒に接触するように上向きに舞い降りる。

## 分類
以下の分類は、Groves(2005)に従う。
- Petaurus breviceps breviceps Waterhouse, 1839
- Petaurus breviceps ariel (Gould, 1842)
- Petaurus breviceps longicaudatus Longman, 1924
- Petaurus breviceps papuanus Thomas, 1888

## 生態
フクロモモンガは巣穴に適した樹洞のある樹木があり、また十分な食料のある地域に生息する。小型で警戒心が強く、また夜行性であるため野生下で見つけることは困難であるが、アカシアやユーカリへの樹皮剥がしなどの食痕から、フクロモモンガが生息していることが分かる。
通常、明確な縄張りを持たず、他の個体と共有し、シェルターとして利用可能な樹洞があれば、1km2あたり1頭の割合で生息する。7頭以下（1匹のオスのリーダーに、5頭がメスや幼獣で構成）の群れで巣を共有し、縄張りを守るその時期での幼獣と過す。オスの成獣は唾液や臭腺でマーキングし、額やまた額および胸で作り出されるにおいを持つグループのメンバーに印を付ける。マーキングのない来訪者は激しく排除される。オスのリーダーはグループのメスや幼獣にマーキングをする。成獣のメンバーが死んだ時、オスは外部から入れる。気候のよい南側では、真冬（6-7月）に繁殖が始まる。オーストラリア北部では特定の繁殖期はない。
主な天敵はオオトカゲ、有袋目の肉食獣（フクロネコ、Kowari、Mulgara、Antechinuses等）、フクロウ、ワライカワセミ類、外来種ではキツネ、ネコ、ディンゴなどがある。(日本では、カラスなど)
雑食性でアカシアや数種のユーカリの樹液、果汁、花粉および昆虫類等を食べる。
メスは通常、1度に1～2頭を産む。幼獣は約70日育児嚢で育ち、後は巣の中で40-50日過ごす。その後、巣の外側で食料を確保し、普段は母親から世話を受ける。若い個体は通常7-10ヶ月でグループのなわばりを抜ける。空いているエリアがあれば新しいグループを形成するが、なわばり争いは激しく、独立後の一ヶ月を生き残る個体は少ない。飼育下での寿命は約15年である。

## 人間との関係
広域に分布し生息数が多いと考えられていることから、絶滅のおそれは低いと考えられている

### 保護
多くのオーストラリア固有種、特に小型種と違い、フクロモモンガは絶滅の危機にはさらされていない。フクロモモンガは、ここ200年にわたる自然環境の大規模な開発にもかかわらず、残存した狭い地域に適応し、また伐採された地域を交差する必要がないために、生息することができている。フクロモモンガはオーストラリアでは法で保護されており、通常、調査のためにのみに発行される許可証なしには、捕獲、販売、飼育することは違法である。

### ペット
離乳前後から育てたフクロモモンガは飼い主にたいへんよくなつくため、近年ではペットとしての人気を集めている。
しかし、本来フクロモモンガは警戒心と縄張り意識の強い動物であり、見知らぬ人間の接近に対しては苛烈な威嚇をすることがある。
そうした人馴れしていないフクロモモンガであっても、忍耐強く世話をすれば一定の信頼を預けるようにはなる場合もあるが、個体差は大きい。
活発な動物であるため、本種が活動する空間としては最低76cm×76cm×76cmのケージが薦められる。
オスメスの番いで飼育した場合、最短三ヶ月周期で1～2頭生むので、出産のコントロールのための複数のケージが必要となる。
健康状態のよいまま保護された本種を繁殖させることは難しくはない。
ケージには枝や蔦を入れることで、フクロモモンガの本来の生育環境に近づけることができる。
餌は人工飼料や果物類を中心に、新鮮な野菜と少量の動物性タンパクを日替わりで与える。
フクロモモンガの食性は雑食であるが、栄養のバランスを保つことが難しい。
たとえばフクロモモンガが好んで食べる昆虫類は総じてリン分が多すぎる傾向にあり、与えすぎるとカルシウム欠乏に陥り、骨粗鬆症などを発症する場合がある。また、ビタミン不足からくる脚気なども患いやすい。
海外ではメジャーな飼育動物であり、必要な栄養価を十分に研究して配合されたペレットが存在し、給餌の中心に据えることで栄養の偏りを補うことができるが、非常に偏食しやすい動物でもあるためペレット類に興味を示さない場合も多く、そうした際には栄養バランスを保つために欠乏しがちなビタミンやカルシウム等の栄養素を餌に添加する必要もでてくる。
特定の植物はフクロモモンガにとって有害であるので、与えないよう注意する。
- 有害な植物、食べ物
  - スイセン、チューリップ、アジサイ、アサガオ、スズラン、ニラ、ネギ、タマネギ、ジャガイモの芽、アボカド、チョコレート、牛乳、塩、砂糖、コーヒー、お茶類、カフェイン、缶詰